# Jungfru Marias födelses kyrka, Injevo
Jungfru Marias födelses kyrka (makedonska: Црква „Рождество на Пресвета Богородица“; translitteration: Tsrkva ''Roshdestvo na Presveta Bogoroditsa'') är en makedonisk-ortodox kyrkobyggnad, belägen i byn Injevo i kommunen Radoviš i den statistiska regionen Sydöstra regionen i östra Nordmakedonien.
Kyrkan är helgad åt den liturgiska festdagen Jungfru Marie födelse och tillhör Bregalnicas stift.

## Historik
Grundstenen för Jungfru Marias födelses kyrka i Injevo lades år 1991. Själva kyrkan invigdes året därpå.

## Bilder

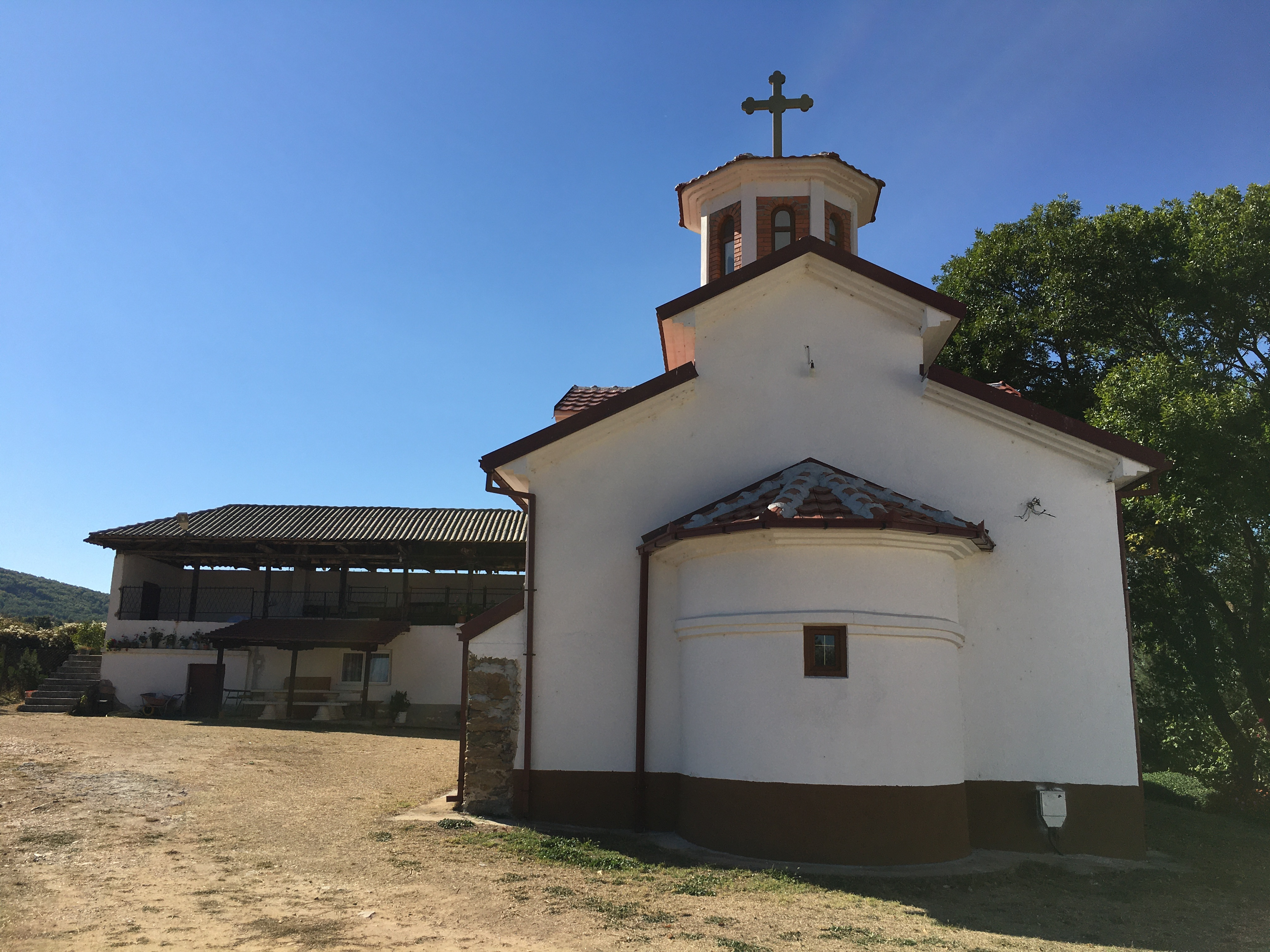
Absiden.
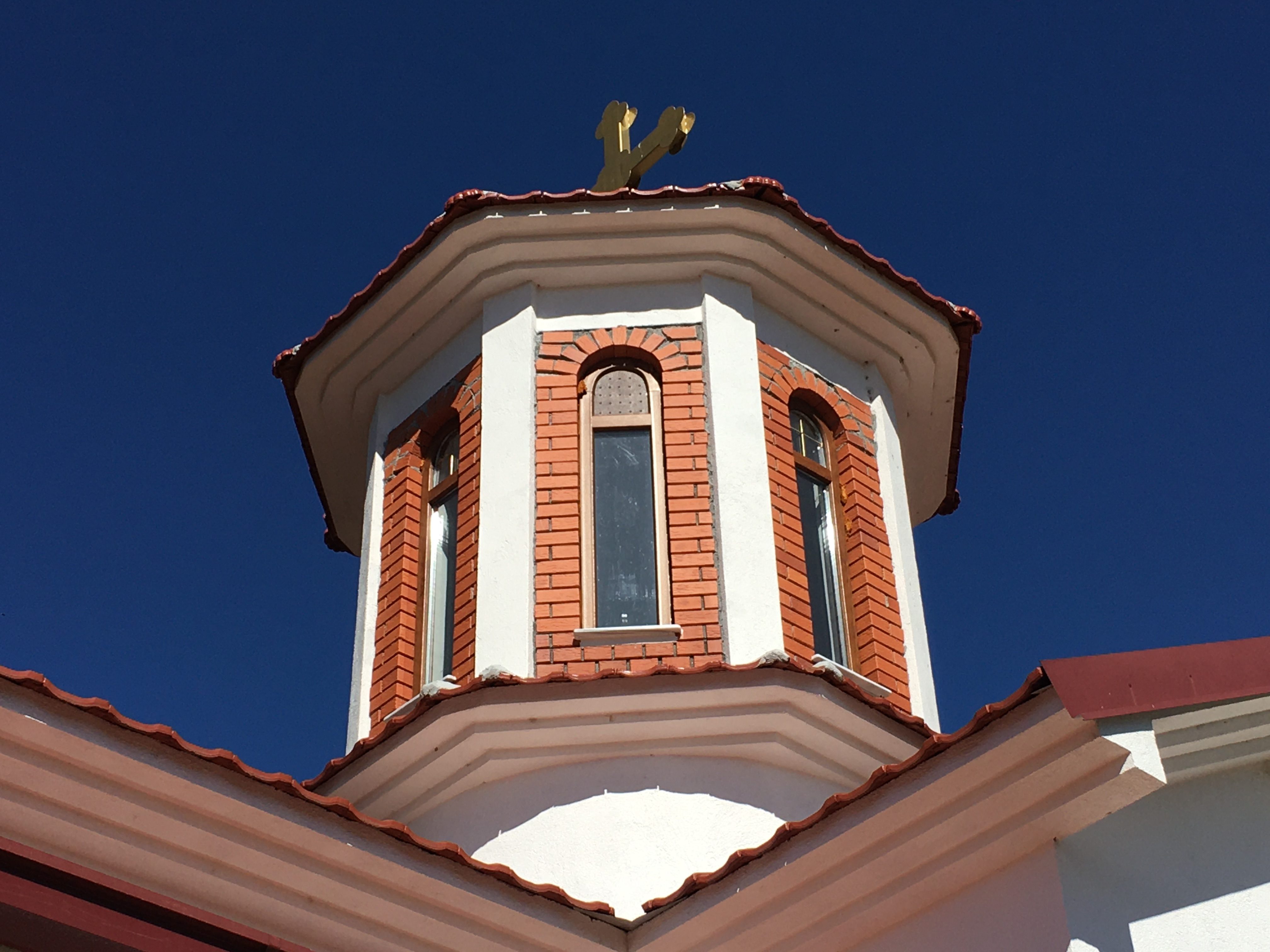
Närbild på kupolen.
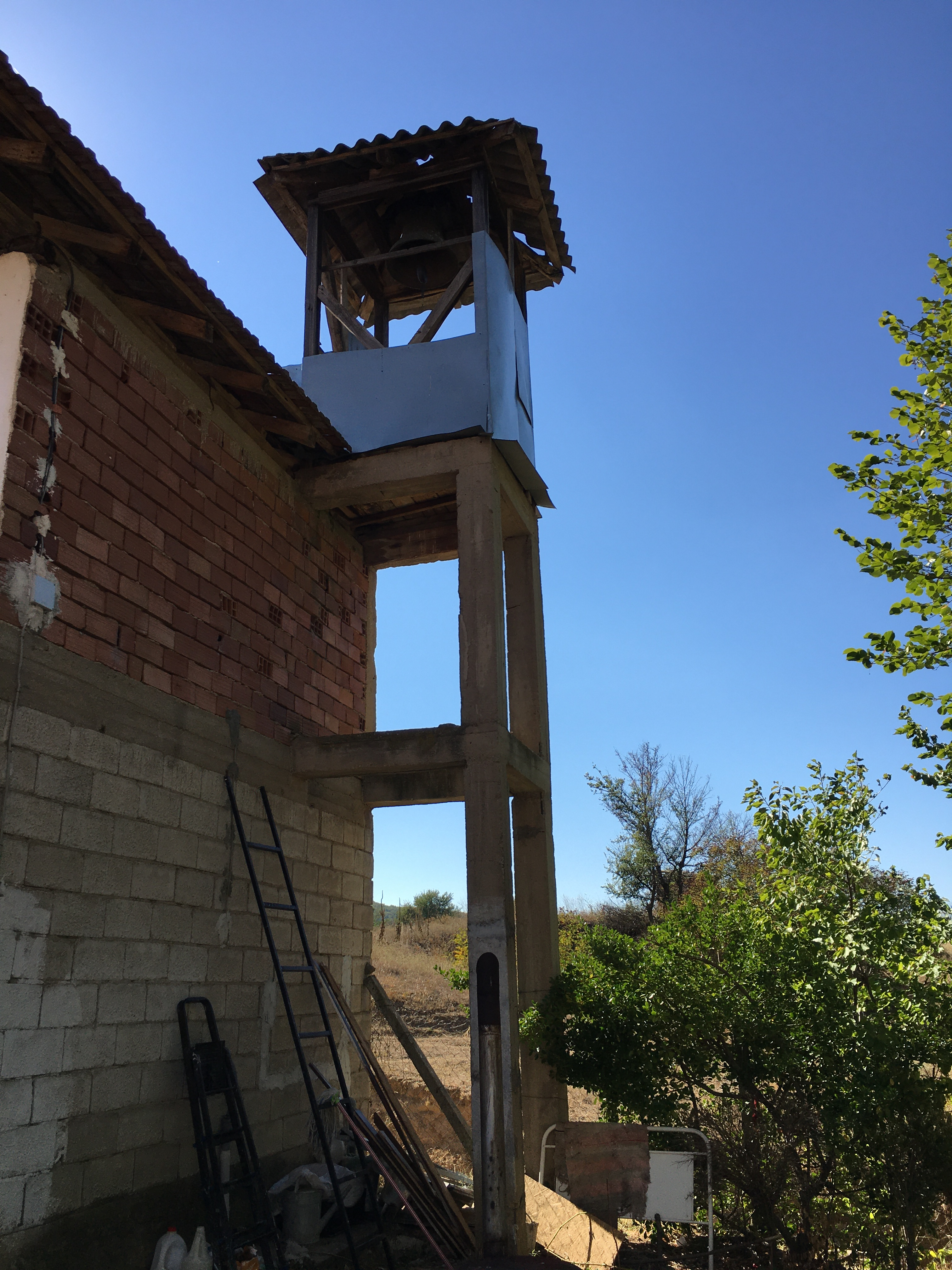
Klockstapeln.